# Brázdim
Brázdim (jusqu'en 1949 : Velký Brázdim ; en allemand : Brasdim) est une commune du district de Prague-Est, dans la région de Bohême-Centrale, en République tchèque. Sa population s'élevait à 678 habitants en 2020.

## Géographie
Brázdim se trouve à 6 km à l'ouest de Brandýs nad Labem-Stará Boleslav et à 17 km au nord-est du centre de Prague.
La commune est limitée par Polerady au nord, par Brandýs nad Labem-Stará Boleslav à l'est, par Podolanka et Přezletice au sud, et par Veleň et Sluhy à l'ouest.

## Histoire
La première mention écrite de la localité date de 1778.

## Administration
La commune se compose de trois quartiers :
- Nový Brázdim
- Starý Brázdim
- Veliký Brázdim